# Mutterorangenbaum

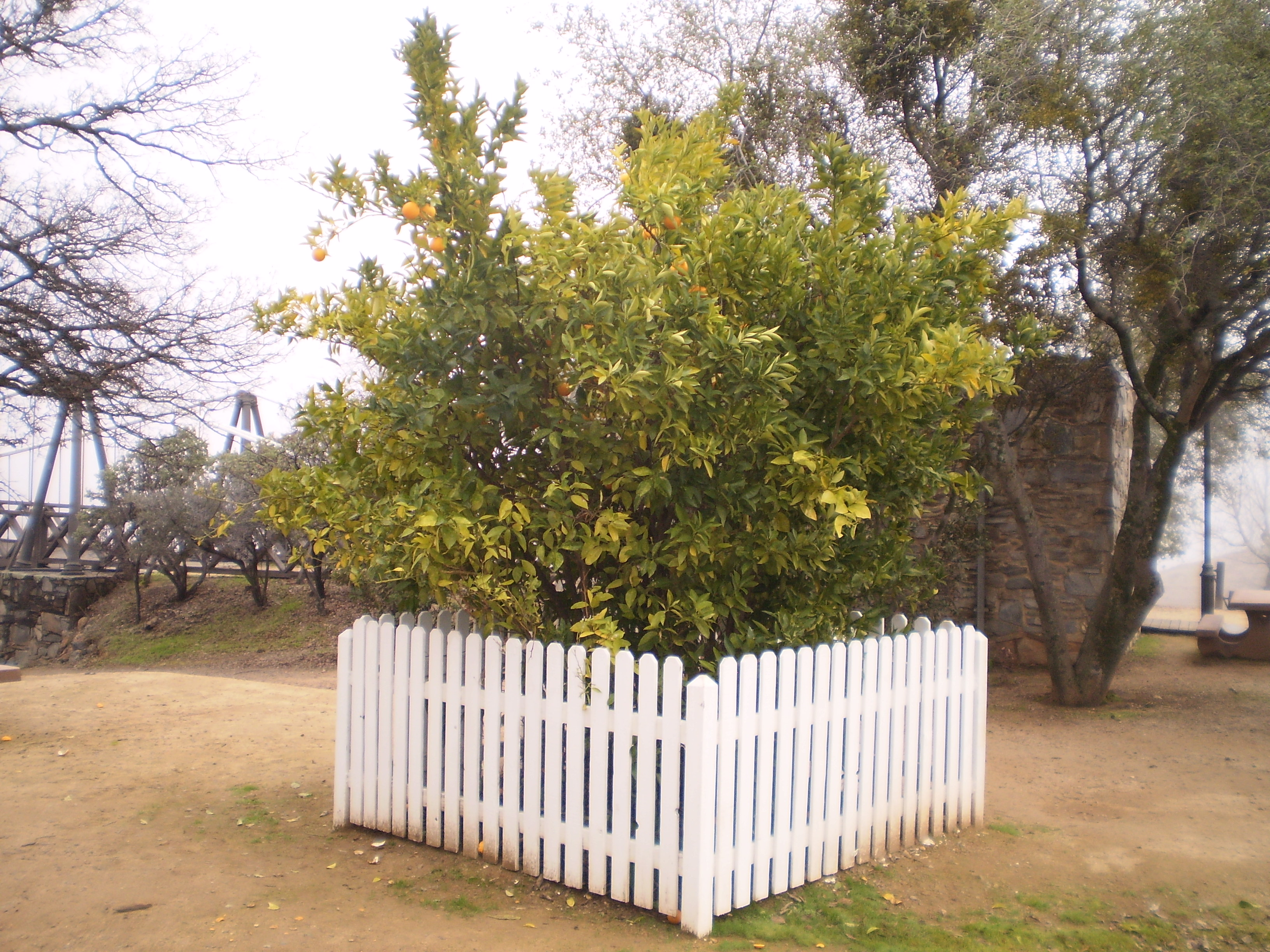
Der Mutterorangenbaum in Oroville

Der Mutterorangenbaum in Oroville (Kalifornien) auf dem Gelände des Lake Oroville State Recreational Area ist der älteste aller kalifornischen Orangenbäume. Es handelt sich um ein Cultivar der Mittelmeersüßorange und den ersten Wurzelstock, der von Mazatlán, Mexiko um das Kap Kap Hoorn per Schiff an die kalifornische Pazifikküste gebracht wurde. Der damals etwa zwei Jahre alte Orangenbaum wurde von Richter Joseph Lewis aus Sacramento gekauft und im Jahre 1856 in Bidwell’s Bar an der Westauffahrt der Bidwell-Bar-Brücke gepflanzt.
Während die Jahre vergingen, blühte der Baum und wuchs bis in eine Höhe von 60 Fuß (18 m), er war eine beliebte Attraktion der Bergarbeiter, die seine Früchte probierten und Samen entnahmen, um sie in den Vorgärten ihrer Hütten einzupflanzen. Der durchschnittliche Jahresertrag lag bei ungefähr 600 Pfund (273 kg) Orangen zwischen Februar und Mai. Das Überleben des Baumes bewies, dass die Zitrusindustrie auch im kälteren Klima Kaliforniens gedeihen konnte, was viele Leute ermutigte, Orangen im Gebiet rund um Oroville anzubauen. Die ersten Zitrus-Plantagen entstanden aus Ablegern des Mutterbaumes, ab 1880 gewannen aber die Navelorangen an Gewicht und dominierten ab etwa 1900 das Anbaugebiet.
Der Baum wurde zweimal umgepflanzt. Einmal im Jahre 1862, um eine Überflutung durch den Feather River zu verhindern und nochmal im Jahr 1964 während des Baus des Oroville-Staudammes an die derzeitige Stelle am Besucherzentrum des Lake Oroville State Recreational Area in Oroville.
Im Jahre 1998 brach ein strenger Frost herein und der Baum hörte für einige Jahre auf, Früchte zu tragen. Als Folge des Frostes befiel ein Faulschwamm den Stamm und höhlte ihn aus. Um den Erhalt des Baumes zu sichern, klonten 2003 Vermehrungsexperten der University of California, Riverside den Baum erfolgreich und drei Klone wurden nach Oroville gebracht, um sie einzupflanzen. Der Baum trägt seitdem wieder Früchte. Der Baum ist seit 1926 als California Historical Landmark ausgewiesen.